# Bitwa pod Czerwoną Górą (obraz Roberta Hauka)
Bitwa pod Czerwoną Górą – batalistyczny obraz olejny namalowany przez niemieckiego malarza samouka Roberta Hauka w 1894, znajdujący się w zbiorach Muzeum Ziemi Kłodzkiej w Kłodzku.
Przed namalowaniem obrazu Hauk przeprowadził w latach 1886–1893 studia nad uzbrojeniem walczących stron w praskich zbiorach militarnych.

## Opis
Monumentalny obraz o wymiarach 196 × 126 cm przedstawia bitwę pod Starym Wielisławiem (zwaną również bitwą pod Czerwoną Górą), stoczoną 27 grudnia 1428 podczas wojen husyckich między sierotkami (odłamem taborytów, radykalnej grupy husytów) a rycerstwem śląskim.
Scena przedstawiona przez Hauka rozgrywa się krótko po zachodzie słońca po północnej stronie Czerwonej Góry, w momencie gdy szala zwycięstwa przechyla się już na stronę husytów dowodzonych przez Wysso i Gyrę prowadzących walkę w centrum taboru. Przed taborem znajduje się dowodzący śląskim rycerstwem książę Jan ziębicki (poległ w bitwie), otoczony przez husytów. Po prawej stronie widoczny jest mały oddział z chorągwią idący mu z pomocą, pod dowództwem Nikolausa Zedliz von Alzenau. Po lewej stronie część wojsk śląskich dokonuje udaremnionego przez husytów odwrotu. Za taborem stoją husyci w rezerwie. Na przodzie widoczny jest Heincze von Stosch, dowódca wrocławskich i świdnickich wojsk, na lewo w tle Georg von Zettritz. Z lewej strony w tle Robert Hauk przedstawił zarys doliny Nysy Kłodzkiej i wsi Krosnowice.
Obraz powstał na zamówienie i koszt duchownego Ernsta Mandela, który był jego pierwszym właścicielem. Po jego śmierci w 1901 obraz przeszedł w posiadanie Wilhelma Hohausa – następcy Mandela na stanowisku wielkiego dziekana, następnie zaś po śmierci tegoż został zakupiony na aukcji przez Friedricha Müllera – właściciela folwarku w Zagórzu. Po II wojnie światowej obraz znajdował się w pomieszczeniach biura Cepelii przy placu Bolesława Chrobrego w Kłodzku i wisiał tam do 1968, kiedy to został przekazany do zbiorów utworzonego w 1963 Muzeum Ziemi Kłodzkiej.